# Орлов (Русија)
Орлов (рус. Орлов) град је у Русији у Кировској области.

## Становништво
| 1939. | 1959. | 1970.  | 1979.  | 1989.  | 2002. | 2010. |
| ----- | ----- | ------ | ------ | ------ | ----- | ----- |
| 7.300 | 9.151 | 10.556 | 10.751 | 10.296 | 8.596 | 6.959 |